# Richard Evonitz
Richard Marc Edward Evonitz (29 de julio de 1963 – 27 de junio de 2002) fue un asesino en serie, secuestrador y violador estadounidense responsable de la muerte de tres adolescentes en el condado de Spotsylvania, Virginia, y del secuestro y violación de una chica de 15 años en el condado de Richland, Carolina del Sur. Evonitz es sospechoso de otros asesinatos, además de haber confesado varios crímenes a su hermana poco antes de suicidarse.

## Primeros años
Richard Marc Edward Evonitz nació en el Hospital Providence, en Columbia, Carolina del Sur, hijo Joseph y Tess Ragin Evonitz. Fue el primero de tres hijos; dos hermanas, Kristen y Jennifer, le siguieron en 1968 y 1971. Era conocido como Marc, para así evitar la confusión con un tío paterno que también se llamaba Richard. Se graduó en la Escuela Secundaria de Irmo en 1980 a la edad de 16 años.

## Carrera
Después de la escuela secundaria, Evonitz trabajó por un tiempo como gerente en un Jiffy Lube antes de alistarse en la Armada de los Estados Unidos. Se desempeñó como técnico de sonar y recibió una Medalla de Buena Conducta antes de ser dado de baja con honores tras ocho años de servicio.
Al finalizar su etapa en la Armada, Evonitz trabajó de manera estable en empresas que vendían compresores y equipo de molienda. Se declaró en bancarrota en 1997, al no poder hacer frente a las facturas después de un divorcio, y le fue embargada una casa en 1999 a raíz de un negocio fallido. Aunque en el momento de su muerte, Evonitz había estado trabajando en una compañía de compresores de aire desde que se mudó a Carolina del Sur unos años antes.

## Vida personal
Evonitz estuvo casado dos veces; primero con Bonnie Lou Gower, desde 1988 hasta 1996, luego con Hope Marie Crowley, desde 1999 hasta su muerte.

## Carrera criminal
Evonitz se exhibió y se masturbó en frente de una chica de 15 años en Orange Park, Florida, en enero de 1987; fue arrestado un mes después. En su juicio, utilizó un alegato de nolo contendere, siendo sentenciado a tres años de libertad condicional.
Se sospecha que Evonitz fue responsable de un secuestro y violación en 1994, y de una violación en 1995, en Massaponax, Virginia.
El 9 de septiembre de 1996, Evonitz secuestró a Sofía Silvia, de 16 años, en el patio delantero de su casa, cerca del parque Loriella, en el condado de Spotsylvania. Su cuerpo descompuesto fue descubierto un mes después en una arroyo cercano a la Ruta Estatal 3, en el condado de King George.
El 1 de mayo de 1997, Evonitz secuestró a las hermanas Kristin y Kati Lisk, de 15 y 12 años respectivamente, en el patio de su casa después de la escuela. Luego de agredirlas sexualmente, las estranguló y arrojó sus cuerpos en el South Ann River, los cuales fueron encontrados cinco días después.
El 24 de junio de 2002, Evonitz secuestró a Kara Robinson Chamberlain, de 15 años, en el patio de una amiga en Columbia, Carolina del Sur. Luego de llevarla a su apartamento, la ató a su cama y la violó. Cuando él se quedó dormido esa noche, Robinson logró liberarse, escapó e identificó a su agresor a la policía. Evonitz huyó cuando se dio cuenta de que Robinson había desaparecido, pero fue rastreado por la policía hasta Sarasota, Florida, donde se suicidó al verse rodeado.

## Para seguir leyendo
- Into the Water, Diane Fanning (St. Martin's, 2004)